# Bratčice (ort i Tjeckien, Mellersta Böhmen)
Bratčice är en ort i Tjeckien.   Den ligger i regionen Mellersta Böhmen, i den centrala delen av landet, 80 km öster om huvudstaden Prag. Bratčice ligger 322 meter över havet och antalet invånare är 383.
Terrängen runt Bratčice är lite kuperad, och sluttar norrut.Runt Bratčice är det ganska tätbefolkat, med 62 invånare per kvadratkilometer. Närmaste större samhälle är Kutná Hora, 15,5 km nordväst om Bratčice. Trakten runt Bratčice består till största delen av jordbruksmark.